# Steatoda
Nei ragni il genere Steatoda, facente parte della famiglia Theridiidae, comprende circa 120 specie riconosciute, distribuite in tutto il mondo (tra cui molte specie cosmopolite che si trovano tra le popolazioni umane in tutto il mondo). Un nome comune è ragno dell'armadio, poiché molte specie costruiscono le loro ragnatele in luoghi bui, riparati e indisturbati intorno alla casa o al giardino, in capannoni e garage, sotto mobili da giardino, cassonetti del compost e simili. I segni del ragno dell'armadio includono piccole macchie bianche di escrementi di ragno, come piccoli spruzzi di vernice, sul pavimento sotto la ragnatela.
Molti ragni del genere Steatoda vengono spesso scambiati per ragni vedove (Latrodectus) e sono noti come false vedove. Tali generi sono strettamente correlati (nella famiglia Theridiidae) ma gli Steatoda sono significativamente meno dannosi per l'uomo. Non tutte le specie di Steatoda assomigliano a vedove nere - ne esistono di molti colori e dimensioni, per lo più piccoli degli esemplari di Latrodectus. Steatoda paykulliana può crescere più grande della vedova nera e Steatoda castanea sembra più una vedova marrone.
Come altri Theridiidae, si nutrono spesso di altri ragni che si aggrovigliano nelle loro ragnatele, compresi i ragni considerati pericolosi per l'uomo, come i ragni vagabondi maschi. Steatoda grossa a volte caccia vedove nere.

## Descrizione
Il colore può variare dal marrone pallido sabbioso alla prugna rossastra al nero satinato. Come la maggior parte dei ragni, il suo cefalotorace è più piccolo dell'addome, che è in qualche modo a forma di uovo e può avere segni bianchi o da beige a arancione. Sebbene a volte non siano visibili o parzialmente visibili, questi segni di solito consistono in una mezzaluna frontale, spesso con una linea dorsale o forme triangolari o entrambe. La Steatoda paykulliana con colori arancioni o rossastri può essere scambiata per il ragno rosso).

In comune con altri membri della famiglia Theridiidae, i ragni Steatoda costruiscono una rete aggrovigliata, cioè un groviglio irregolare di fibre di seta appiccicose. Come con altri tessitori di nastri, questi ragni hanno una vista molto scarsa e dipendono principalmente dalle vibrazioni che li raggiungono attraverso le loro ragnatele per orientarsi a predare o avvertirli di animali più grandi che potrebbero ferirli o ucciderli. 

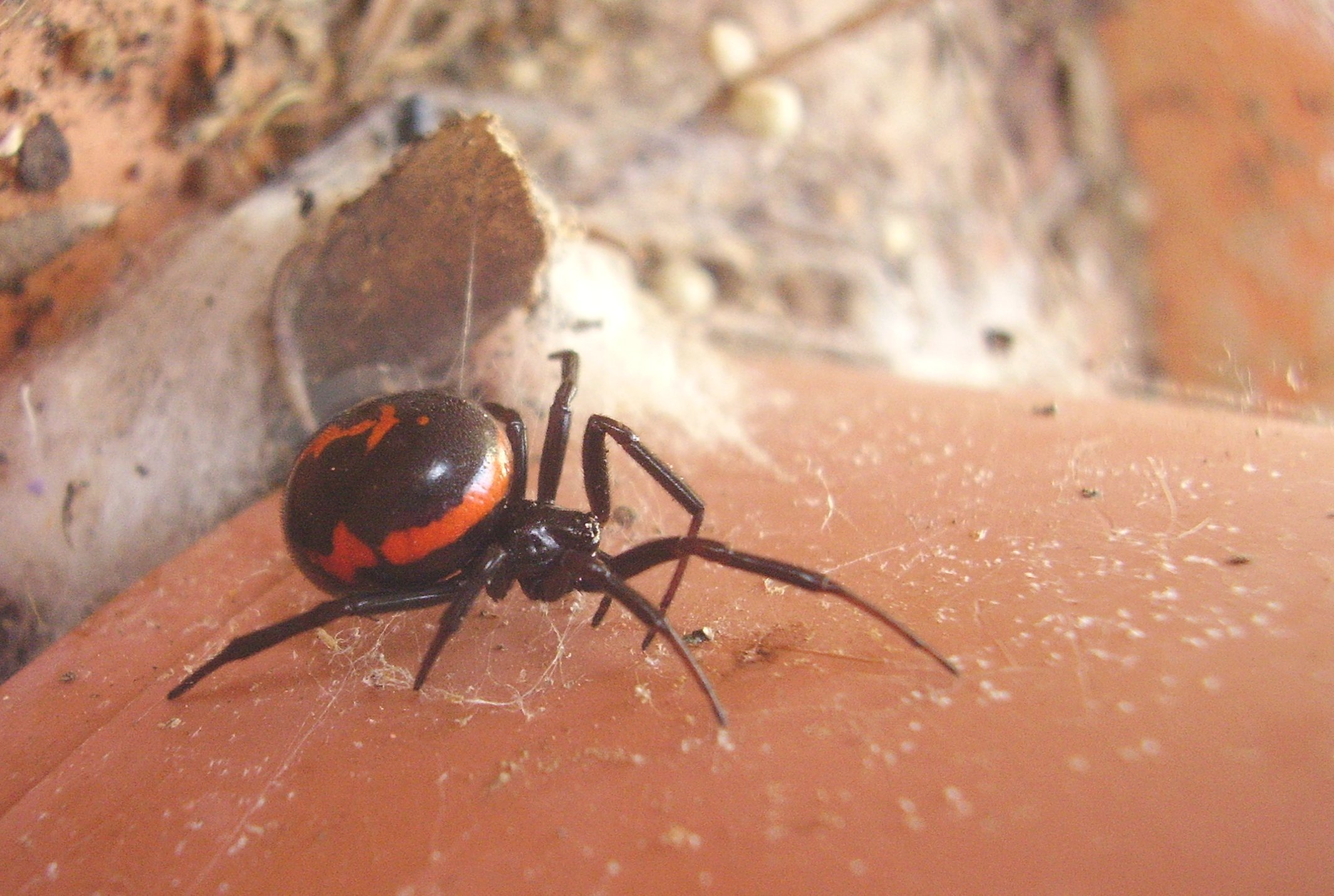
Steatoda paykulliana
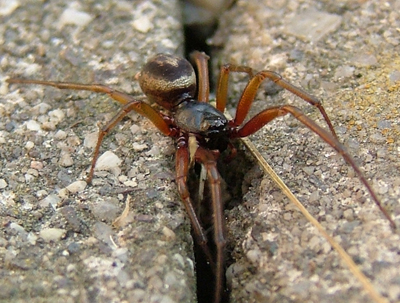
Steatoda nobilis
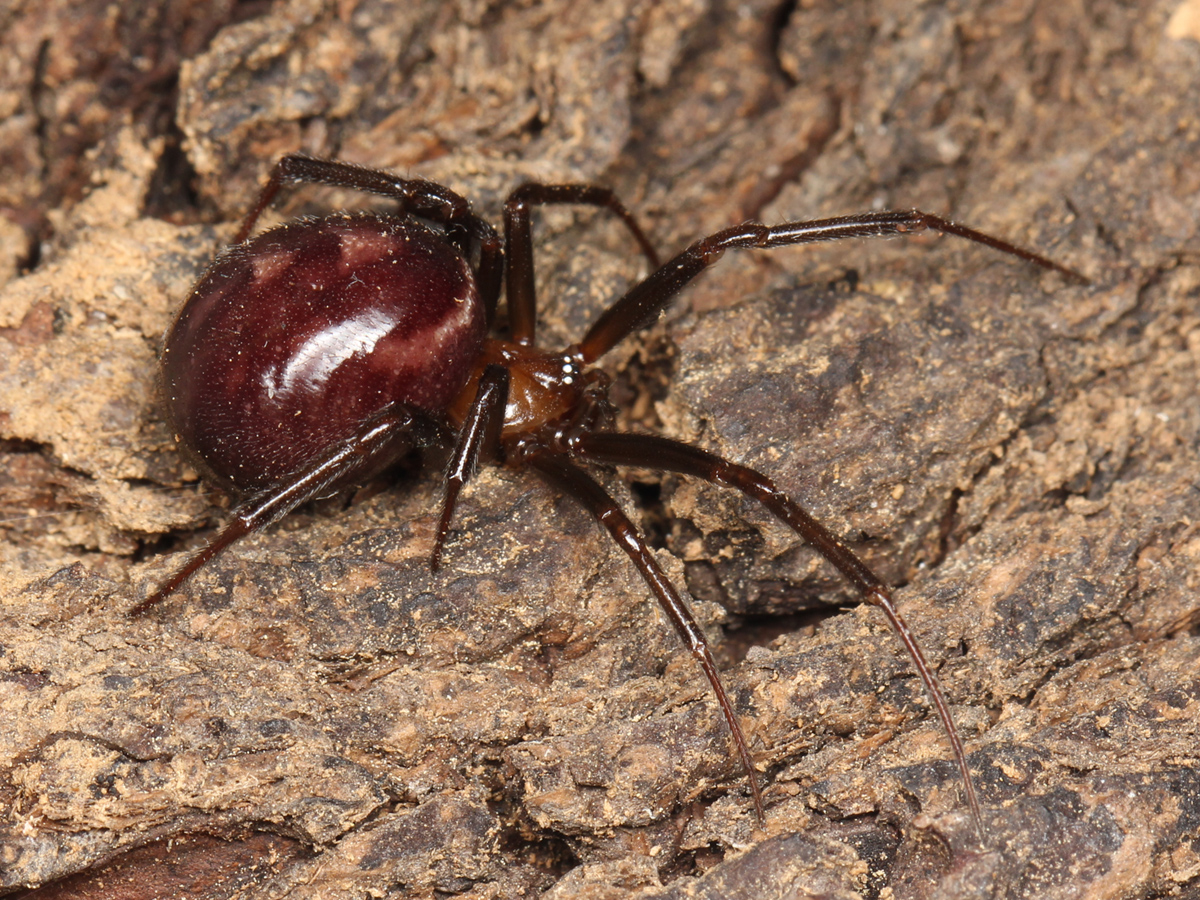
Steatoda grossa
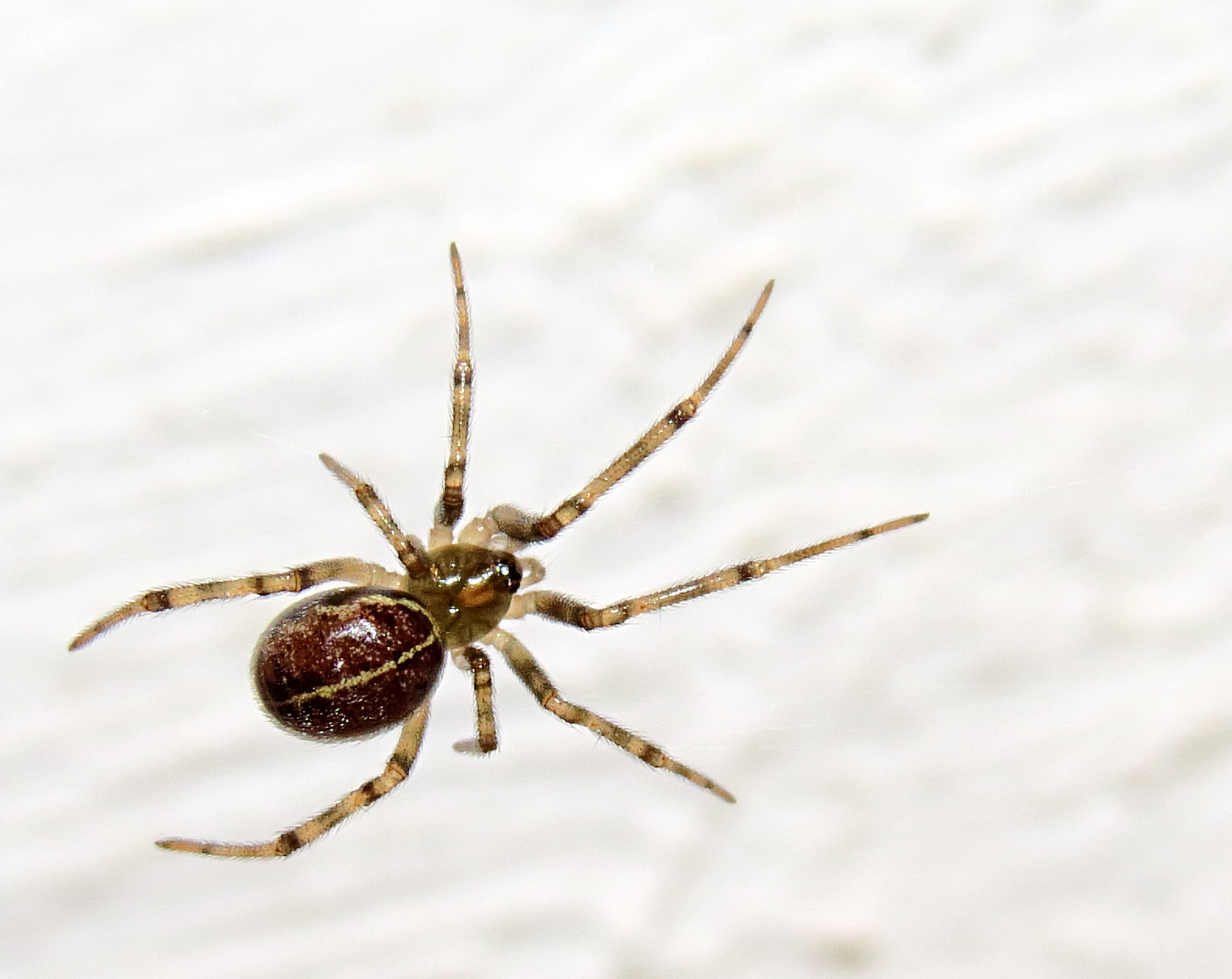
Steatoda castanea

## Specie
Ad ottobre 2018, il World Spider Catalog ha accettato le seguenti specie esistenti:
- Steatoda adumbrata (Simon, 1908) – Australia (Australia occidentale)
- Steatoda aethiopica (Simon, 1909) – Africa centrale
- Steatoda alamosa Gertsch, 1960 – US, Messico
- Steatoda alboclathrata (Simon, 1897) – India
- Steatoda albomaculata (De Geer, 1778) – America del nord, Europa, dal nord Africa a Israele, Russia, Asia centrale, Cina, Corea, Giappone
- Steatoda ancora (Grube, 1861) – Russia (Siberia del sud)
- Steatoda ancorata (Holmberg, 1876) – Dal messico al Cile
- Steatoda andina (Keyserling, 1884) – Venezuela al Cile
- Steatoda apacheana Gertsch, 1960 – USA
- Steatoda atascadera Chamberlin & Ivie, 1942 – USA
- Steatoda atrocyanea (Simon, 1880) – Nuova Caledonia, isola Loyalty.
- Steatoda autumnalis (Banks, 1898) – Messico
- Steatoda badia (Roewer, 1961) – Senegal
- Steatoda bertkaui (Thorell, 1881) – Indonesia (Moluccas), Nuova Guinea
- Steatoda bipunctata (Linnaeus, 1758) (type species) – Europa, Turchia, Caucaso, Russia, Iran, Asia Centrale, Ciina. Introdotta in America
- Steatoda borealis (Hentz, 1850) – USA, Canada
- Steatoda bradyi (Strand, 1907) – Sud Africa
- Steatoda capensis Hann, 1990 – Sud Africa, Lesotho. Introdotto a St. Helena, Australia, Nuova Zelanda
- Steatoda carbonaria (Simon, 1907) – Congo, Guinea Equatoriale (Bioko)
- Steatoda caspia Ponomarev, 2007 – Kazakhistan
- Steatoda castanea (Clerck, 1757) – Europa, Turchia, Russia , Caucaso, Iran, Asia Centrale, Cina. Introdotto Canada
- Steatoda chinchipe Levi, 1962 – Ecuador, Peru
- Steatoda cingulata (Thorell, 1890) – Cina, India, Corea, Vietnam, Laos, Giappone, Indonesia (Sumatra, Java)
- Steatoda connexa (O. Pickard-Cambridge, 1904) – Sud Africa
- Steatoda craniformis Zhu & Song, 1992 – Cina
- Steatoda dahli (Nosek, 1905) – Turchia, Israele, Caucaso, Russia (Europe) all'Asia centrale
- Steatoda diamantina Levi, 1962 – Brazil
- Steatoda distincta (Blackwall, 1859) – Madeira
- Steatoda ephippiata (Thorell, 1875) – Algeria to Israele, Iran
- Steatoda erigoniformis (O. Pickard-Cambridge, 1872) – East Mediterranean to Middle East, Caucaso, Cina, Corea, Giappone. Introdotto nei caraibi.
- Steatoda fagei (Lawrence, 1964) – South Africa
- Steatoda fallax (Blackwall, 1865) – Cape Verde Is.
- Steatoda felina (Simon, 1907) – Congo
- Steatoda foravae Dippenaar-Schoeman & Müller, 1992 – South Africa
- Steatoda grandis Banks, 1901 – US
- Steatoda grossa (C. L. Koch, 1838) – Europe, Turchia, Caucaso, Russia (Europe to Far East), Central Asia, Cina, Corea, Giappone. Introdotto in America, Ecuador, Peru, Cile, Hawaii, Macaronesia, Algeria, New Zealand
- Steatoda gui Zhu, 1998 – Cina
- Steatoda hespera Chamberlin & Ivie, 1933 – US, Canada
- Steatoda hui Zhu, 1998 – Cina
- Steatoda iheringi (Keyserling, 1886) – Brazil, Paraguay, Argentina
- Steatoda incomposita (Denis, 1957) – Portugal, Spain, France (incl. Corsica)
- Steatoda kiwuensis (Strand, 1913) – Central Africa
- Steatoda kuytunensis Zhu, 1998 – Cina
- Steatoda latifasciata (Simon, 1873) – dalle isole Canarie a Israele
- Steatoda lawrencei Brignoli, 1983 – South Africa
- Steatoda lenzi (Strand, 1907) – South Africa
- Steatoda leonardi (Thorell, 1898) – Myanmar
- Steatoda lepida (O. Pickard-Cambridge, 1880) – New Zealand
- Steatoda linzhiensis Hu, 2001 – Cina
- Steatoda livens (Simon, 1894) – Australia (Tasmania)
- Steatoda longurio (Simon, 1909) – Central Africa
- Steatoda mainlingensis (Hu & Li, 1987) – Kyrgyzstan, Cina
- Steatoda mainlingoides Yin, Griswold, Bao & Xu, 2003 – Cina
- Steatoda marmorata (Simon, 1910) – South Africa
- Steatoda marta Levi, 1962 – Colombia
- Steatoda maura (Simon, 1909) – Mediterranean
- Steatoda mexicana Levi, 1957 – US, Messico
- Steatoda micans (Hogg, 1922) – Vietnam
- Steatoda minima (Denis, 1955) – Niger
- Steatoda moerens (Thorell, 1875) – Algeria, Tunisia
- Steatoda moesta (O. Pickard-Cambridge, 1896) – Messico to Brazil
- Steatoda morsitans (O. Pickard-Cambridge, 1885) – South Africa
- Steatoda nahuana Gertsch, 1960 – Messico
- Steatoda nasata (Chrysanthus, 1975) – Indonesia (Krakatau), Papua New Guinea (New Ireland), Australia
- Steatoda ngipina Barrion & Litsinger, 1995 – Philippines
- Steatoda nigrimaculata Zhang, Chen & Zhu, 2001 – Cina
- Steatoda nigrocincta O. Pickard-Cambridge, 1885 – Cina (Yarkand)
- Steatoda niveosignata (Simon, 1908) – Australia (Western Australia)
- Steatoda nobilis (Thorell, 1875) – Macaronesia. Introdotto in USA, Cile, Europe, Turchia, Iran
- Steatoda octonotata (Simon, 1908) – Australia (Western Australia)
- Steatoda palomara Chamberlin & Ivie, 1935 – US
- Steatoda panja Barrion, Barrion-Dupo & Heong, 2013 – Cina
- Steatoda pardalia Yin, Griswold, Bao & Xu, 2003 – Cina
- Steatoda paykulliana (Walckenaer, 1806) – Europe, Mediterranean to Central Asia
- Steatoda pengyangensis Hu & Zhang, 2012 – Cina
- Steatoda perakensis Simon, 1901 – Malaysia
- Steatoda perspicillata (Thorell, 1898) – Myanmar
- Steatoda picea (Thorell, 1899) – Cameroon
- Steatoda porteri (Simon, 1900) – Cile
- Steatoda punctulata (Marx, 1898) – US, Messico
- Steatoda quadrimaculata (O. Pickard-Cambridge, 1896) – US to Venezuela, Caribbean
- Steatoda quaesita (O. Pickard-Cambridge, 1896) – Messico
- Steatoda quinquenotata (Blackwall, 1865) – Cape Verde Is.
- Steatoda retorta González, 1987 – Argentina
- Steatoda rhombifera (Grube, 1861) – Russia (middle Siberia)
- Steatoda rubrocalceolata (Simon, 1907) – Equatorial Guinea (Bioko)
- Steatoda rufoannulata (Simon, 1899) – India, Sri Lanka, Sumatra, Java
- Steatoda sabulosa (Tullgren, 1901) – Bolivia, Argentina, Cile
- Steatoda sagax (Blackwall, 1865) – Cape Verde Is.
- Steatoda saltensis Levi, 1957 – Messico
- Steatoda seriata (Simon, 1899) – Indonesia (Sumatra)
- Steatoda singoides (Tullgren, 1910) – Tanzania
- Steatoda sordidata O. Pickard-Cambridge, 1885 – Cina (Yarkand)
- Steatoda speciosa (Thorell, 1898) – Myanmar
- Steatoda spina Gao & Li, 2014 – Cina
- Steatoda subannulata (Kulczyński, 1911) – New Guinea, Papua New Guinea (New Britain)
- Steatoda terastiosa Zhu, 1998 – Cina
- Steatoda terebrui Gao & Li, 2014 – Cina
- Steatoda tigrina (Tullgren, 1910) – Tanzania
- Steatoda tortoisea Yin, Griswold, Bao & Xu, 2003 – Cina
- Steatoda transversa (Banks, 1898) – US, Messico
- Steatoda trianguloides Levy, 1991 – France (Corsica), Israele
- Steatoda triangulosa (Walckenaer, 1802) – Europe, Turchia, Caucaso, Russia (Europe to Far East), Central Asia. Introdotto in Canada, US, Canary Is.
- Steatoda tristis (Tullgren, 1910) – Tanzania
- Steatoda truncata (Urquhart, 1888) – New Zealand
- Steatoda ulleungensis Paik, 1995 – Corea
- Steatoda uncata Zhang, Chen & Zhu, 2001 – Cina
- Steatoda variabilis (Berland, 1920) – East Africa
- Steatoda variata Gertsch, 1960 – US, Messico
- Steatoda variipes (Keyserling, 1884) – Peru
- Steatoda vaulogeri (Simon, 1909) – Vietnam
- Steatoda venator (Audouin, 1826) – LibIa, Egitto
- Steatoda violacea (Strand, 1906) – Etiopia
- Steatoda wangi Zhu, 1998 – Cina
- Steatoda wanshou Yin, 2012 – Cina
- Steatoda washona Gertsch, 1960 – USA, Messico
- Steatoda xerophila Levy & Amitai, 1982 – Israele
- Steatoda xishuiensis Zhang, Chen & Zhu, 2001 – Cina

Quelli comunemente scambiati per vedove includono:
- S. boreale. Una specie comune in Nord America, spesso scambiata per la vedova nera (nonostante sia più piccola e abbia segni colorati sul lato dorsale dell'addome, piuttosto che sul lato ventrale).
- S. capensis, la ragnatela nera o il falso ragno katipo. È originario del Sudafrica e si trova in Australia e Nuova Zelanda; in quest'ultima posizione è spesso confuso con il ragno katipō.
- S. grossa, spesso noto come il ragno armadio. Un ragno di colore scuro che ricorda gli esemplari di Latrodectus, anche se senza i caratteristici segni luminosi trovati sulla maggior parte dei ragni vedova. È noto che questo ragno occasionalmente cacci vere vedove. È noto che i morsi di S. grossa producono sintomi simili (ma molto meno gravi) ai morsi delle vedove vere. Originario dell'Europa, ora si trova in tutto il mondo.
- S. nobilis. Questo ragno, originario delle Isole Canarie, è stato introdotto nel Regno Unito e in tutta Europa. È stato affermato che è il ragno più velenoso del Regno Unito,[4] e le storie sensazionalizzate sul morso di Steatoda nobilis sono apparse negli articoli di giornali britannici.[5][6] Si dice che il suo morso sia doloroso, ma normalmente non peggio di una puntura di vespa, anche se in un caso vi era il sospetto che un attacco cardiaco sia stato causato da una reazione estrema al morso.[7]
- S. paykulliana, un altro ragno che è spesso confuso con Latrodectus. Questo si trova generalmente nella gamma del Latrodectus tredecimguttatus ed è spesso confuso con esso. Ha un morso clinicamente significativo (ma non grave).

Altre specie notevoli e riconoscibili nel genere includono:
- S. bipunctata. Un ragno comune in Europa.
- S. triangulosa, il ragno triangolare a ragnatela, un comune ragno domestico noto per uno schema di triangoli sul lato dorsale del suo addome. Non è conosciuto come uno che morde; si trova in tutto il mondo.
- S. hespera, il ragno germoglio occidentale. Questa specie si trova comunemente negli Stati Uniti occidentali e in Canada, dove è un predatore efficace del ragno vagabondo. È spesso confuso con la vedova nera, nonostante sia significativamente più piccolo (da 7 a 8 mm) e senza segni colorati. Non è noto per mordere gli umani, ma ha un veleno simile a S. paykulliana (un ragno clinicamente significativo di questo genere).

## Dieta
Steatoda è noto per predare altri ragni (comprese le vere vedove nere), grilli, coccinelle, scarafaggi e Oniscidi.

## Morsi
Alcuni membri di questo genere hanno morsi che sono importanti dal punto di vista medico nell'uomo (come S. grossa e S. nobilis); tuttavia, i morsi delle specie Steatoda generalmente non hanno effetti di lunga durata. Ci possono essere vesciche nel sito del morso e un malessere generale che dura per diversi giorni. I sintomi possono includere dolore da moderato a grave che aumenta per la prima ora (senza grave sudorazione). Alcune persone hanno riportato nausea, mal di testa e letargia da lievi a moderate. La durata di tutti i sintomi e gli effetti può variare da 1 a 60 ore.
I sintomi associati al morso di diverse specie di Steatoda sono noti nella professione medica come steatodismo; e sono stati descritti come una forma meno grave di latrodettismo (i sintomi associati a un morso di ragno vedova). L'antidoto del ragno dalla schiena rossa si riteneva fosse efficace nel trattamento di morsi da S. grossa, dopo che è stato erroneamente somministrato ad una vittima di un morso di S. grossa che era stata erroneamente creduta vittima di un morso di un ragno dalla schiena rossa, molto più pericoloso. (Sebbene l'antidoto del ragno dalla schiena rossa sembri essere clinicamente attivo contro l'aracnidismo causato dai ragni Steatoda, poiché questi casi sono spesso lievi e l'evidenza della sua efficacia è limitata, questo trattamento non è raccomandato.)
Non sono aggressivi e la maggior parte delle lesioni agli umani sono dovute a morsi difensivi erogati quando un ragno viene schiacciato o pizzicato involontariamente in qualche modo. È possibile che si verifichino alcuni morsi quando un ragno confonde un dito infilato nella sua ragnatela per la sua normale preda, ma normalmente l'intrusione di una qualsiasi grande creatura farà fuggire questi ragni.